# Jonas Söderqvist
Jonas Söderqvist, född 13 februari 1873 i Söderhamn, död där 28 mars 1938, var en svensk skeppsstuvare och direktör.
Söderqvist startade på 1890-talet en stuverifirma i söderhamnsdistriktet, vilken sedermera ombildades till firman J. Söderqvist & C:o och 1927 överläts till Söderhamns Stuveri AB, i vilket han därefter var styrelseordförande. Han var även ordförande i styrelserna för Örnsköldsviks Stuveri AB, Holmsunds Stuveri AB, Piteå Stuveri AB och vice ordförande i styrelsen för Norrlands stuvareförbund.
Söderqvist blev i början av 1930-talet huvuddelägare och ledare för tidningen Söderhamns-Kuriren. Han anlitades för kommunala uppdrag dels i Söderhamns stad och sedermera i Mo landskommun, där han var bosatt från 1927 till 1932, då han flyttade till Stugsund.  